# Bronc Peeler
Bronc Peeler est une série de bande dessinée de western créée par l'Américain Fred Harman et publiée de 1933 à 1938.
Bronc Peeler se déroule au début des années 1930 ; son héros éponyme est un agent du FBI luttant contre des criminels avec son acolyte Coyote Pete et sa fiancée Babs au Mexique ou dans les zones reculées de l'Ouest américain.
Comme la série rencontrait un succès limité aux États-Unis, Harman l'abandonne en 1938 pour se consacrer à son autre western, le plus classique Red Ryder. La série connaît plus de succès en France, où divers hebdomadaires jeunesses français la reprennent de 1938 à 1952.